# Valentine Grant
Pour les articles homonymes, voir Grant.

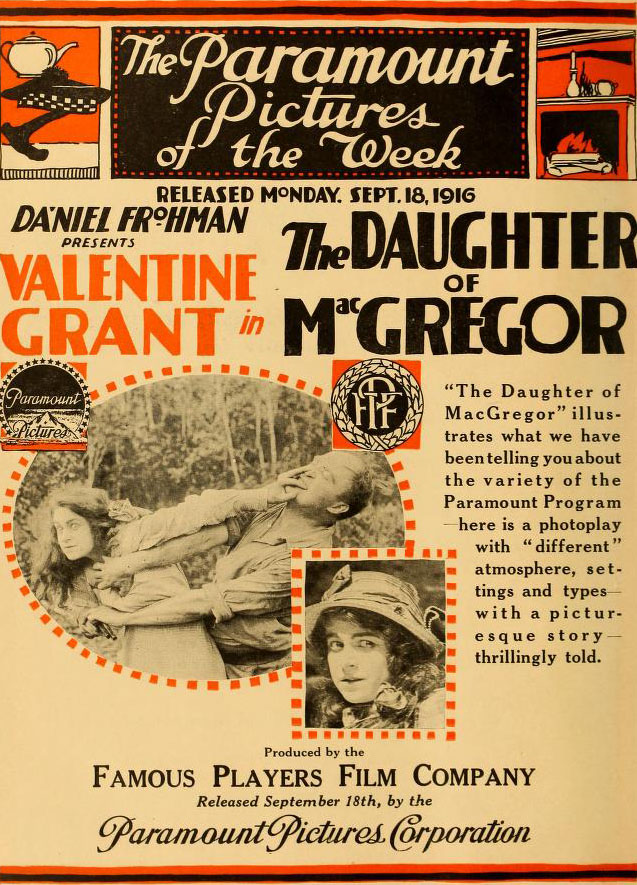
Affiche du film The Daughter of MacGregor (1916) de Sidney Olcott, avec Valentine Grant en vedette

Valentine Grant  (née le 14 février 1881 à Frankfort, dans l'Indiana et morte le 12 mars 1949  à Dana Point, dans le comté d'Orange, en Californie) est une actrice américaine, de la période du cinéma muet.

## Biographie
Valentine Grant se destine à devenir chanteuse d'opéra lorsqu'elle rencontre, en 1914, dans un théâtre à New York, le réalisateur canadien d'origine irlandaise Sidney Olcott. Celui-ci lui demande si elle veut faire des films et l'engage pour son film When Men Would Kill, tourné à Jacksonville, en Floride, qui sort le 23 mai 1914. 
En 1915, elle épouse Sidney Olcott, avec qui elle restera toute sa vie. Elle joue dans les films de son mari, notamment ceux tournés en Irlande lors de l'été 1914 et diffusés dans les salles en 1915: All for Old Ireland, Bold Emmett, Ireland's Martyr et The Irish in America.
Elle est également apparue dans plusieurs films produits par d'autres sociétés comme la Lubin Manufacturing Company, fondée en 1902 à Philadelphie par Siegmund Lubin et la Famous Players-Lasky. 
Elle décide d'arrêter sa carrière en 1918.
Valentine Grant meurt en 1949, à l'âge de 68 ans, quelques mois avant son mari. Elle est enterrée à San Diego, au Cypress View Mausoleum .

## Filmographie
- 1914 : When Men Would Kill de Sidney Olcott
- 1914 : In the Hands of a Brute de Sidney Olcott
- 1914 : A Mother of Men de Sidney Olcott
- 1914 : Tricking the Government de Sidney Olcott
- 1914 : The Idle Rich de Sidney Olcott
- 1915 : The Melting Pot de Oliver D. Bailey et James Vincent
- 1915 : Nan O' the Backwoods de Sidney Olcott
- 1915 : The Ghost of Twisted Oaks de Sidney Olcott
- 1915 : The Irish in America de Sidney Olcott
- 1915 : All for Old Ireland de Sidney Olcott
- 1915 : Bold Emmett, Ireland's Martyr de Sidney Olcott
- 1915 : The Taint de Sidney Olcott
- 1916 : The Innocent Lie de Sidney Olcott
- 1916 : The Daughter of MacGregor de Sidney Olcott
- 1918 : The Belgian de Sidney Olcott